# Jean-Philippe Bernigaud
Jean-Philippe Bernigaud (Pseudonym: Jean-Philippe Talbo; * 8. November 1932; † 6. März 2017) war ein französischer Verleger und Künstler.
Er war Gründungsmitglied des Verlags Éditions Maspero in Paris und Weggefährte und Freund von François Maspero. Bernigaud absolvierte seinen zweijährigen Militärdienst in Algerien, wo er zum Gegner der französischen Besatzung wurde. Durch seine Veröffentlichungen von Gräueltaten aus dem Krieg und den antikolonialen Demonstrationen der Bevölkerung machte er sich in politischen Kreisen unbeliebt. Er organisierte außerdem die Verteilung vom algerischen Staat verbotener Bücher und konnte nach dem Algerienkrieg durch die Vielzahl seiner Kontakte ein großes Vertriebsnetz für den Verlag Éditions Maspero aufbauen. In seinen späteren Lebensjahren arbeitete er als freischaffender Künstler, er erstellte vor allem Malereien und abstrakte Tonskulpturen. Er hatte zwei Söhne, den Journalisten Jean-François Paul-Louis Bernigaud (1962–1995) und Nicolas Eric Bernigaud (1967–1995). Er war verheiratet mit der Deutschlehrerin Anne Bernigaud. In der Bibliotèque Nationale de France ist er als Jean-Philippe Talbo verzeichnet.